# The Son of a Migrant from Syria
The Son of a Migrant from Syria (in italiano Il figlio di un migrante dalla Siria) è un murale del 2015 opera dell'artista Banksy.
Il murale si trovava nella Giungla di Calais, il soprannome dato all'accampamento vicino a Calais dove vivevano i migranti che cercavano di entrare nel Regno Unito. L'opera raffigura il cofondatore ed ex CEO di Apple Steve Jobs, figlio di un siriano emigrato negli Stati Uniti, come un migrante in viaggio.

## Genesi dell'opera
Dall'inizio della crisi dei migranti europei, molte persone sono fuggite dalla Siria dilaniata dalla guerra civile e migliaia di migranti, provenienti perlopiù dalla Siria, dall'Afghanistan e dall'Eritrea, vivevano in un campo temporaneo vicino a Calais, in Francia chiamato la Giungla.
Banksy aveva già donato dei pezzi della sua precedente installazione Dismaland per aiutare la costruzione di rifugi nel campo e, nel dicembre 2015, ha rivelato di aver dipinto diversi graffiti sulla tema della crisi dei migranti, inclusa una variazione del dipinto di Théodore Géricault La zattera della Medusa, raffigurante dei migranti su una zattera che salutano uno yacht di lusso.
The Son of a Migrant from Syria raffigura Jobs in piedi, con indosso l'iconico dolcevita nero e gli occhiali rotondi, che porta con sé i suoi averi in un sacco a spalla e un computer Macintosh 128K. L'immagine di Jobs è presa da una fotografia del 2006 scattata da Albert Watson che è stata successivamente utilizzata per la copertina della biografia di Walter Isaacson, Steve Jobs.
In una rara dichiarazione pubblica Banksy ha affermato: "Siamo spesso portati a credere che la migrazione sia un drenaggio delle risorse del Paese, ma Steve Jobs era figlio di un migrante siriano. Apple è l'azienda più redditizia al mondo, paga oltre 7 miliardi di dollari di tasse all'anno - ed esiste solo perché hanno permesso l'accesso a un giovane di Homs".
L'uso di Jobs come rappresentazione dei migranti siriani è diventata popolare a seguito di un tweet del settembre 2015 di David Galbraith, un professionista della tecnologia, che includeva una fotografia di Jobs con la didascalia "Un figlio di migranti siriani". Il padre biologico di Jobs, Abdulfattah "John" Jandali, era infatti uno studente di una ricca famiglia di Homs che aveva incontrato la madre di Jobs, Joanne Schieble, mentre stava perseguendo un dottorato di ricerca all'Università del Wisconsin. Jobs era stato infine adottato pochi mesi dopo la sua nascita da una coppia californiana.

## Accoglienza
Matt Miller di Esquire ha affermato che l'opera d'arte era una "dichiarazione potente" e che "ha catturato la storia delle origini di Jobs". Memphis Barker del The Independent ha elogiato gli aspetti visivi dell'opera d'arte, ma ha criticato l'utilizzo di Jobs come rappresentazione dei rifugiati: "L'idea che 'potrebbe esserci uno Steve Jobs' tra coloro che vivono nella giungla dovrebbe essere lavata via velocemente." Issie Lapowsky di Wired ha condiviso il punto di vista, descrivendo il murale come "toccante" ma ha anche aggiunto "Spero che il mondo si mobiliti per aiutare i milioni di rifugiati che hanno bisogno semplicemente perché hanno bisogno, e non perché un giorno potrebbero inventare il prossimo iPhone". Ashley Carman di The Verge ha dichiarato: "Sebbene il sentimento e lo sforzo per far sì che le persone si preoccupino per la crisi dei rifugiati meritano certamente un applauso, vale anche la pena notare che Jobs ha rifiutato i suoi genitori naturali come qualcosa di più di una relazione biologica".
Le autorità della città di Calais hanno installato pannelli di vetro a protezione del murale e degli altri di Banksy creati lì vicino e i sindaco Natacha Bouchart ha affermato che i murales hanno fornito alla città un'opportunità e che è "molto buona e ha un messaggio". Alcuni dei migranti però hanno iniziato a chiedere soldi per vedere il murale. Quando un giornalista di RT ha tentato di visualizzare il pezzo, i migranti lo hanno coperto con un panno e hanno detto "Stiamo sorvegliando questa zona. . . Paga in denaro, te lo mostreremo".
Nel gennaio 2016 The Son of a Migrant from Syria è stato deturpato dai vandali che hanno fracassato la vetrina protettiva e disegnato graffiti sul murale.